# Rmeil
Rmeil (en arabe : الرميل) est un quartier de Beyrouth, la capitale du Liban. Il se trouve à la limite nord d'Achrafieh.

## Description
Ce quartier se trouve dans la partie Est de la ville entre Médawar au nord et  Achrafieh au sud.
Rmeil est divisé en secteurs :  Mar Nicolas, ou Saint-Nicolas (secteur 71), Hôpital orthodoxe (secteur 74) et Geitawi ou Gétaoui (secteur 78). On trouve à Mar Nicolas le palais Sursock, édifié en 1860, avec le musée du même nom, ainsi que l'église Saint-Nicolas qui a donné son nom au secteur. 
On trouve dans ce quartier plusieurs établissements hospitaliers de renom, comme l'hôpital Saint-Georges ou l'hôpital de Gétaoui. Ils ont été fortement endommagés par les explosions du 4 août 2020.

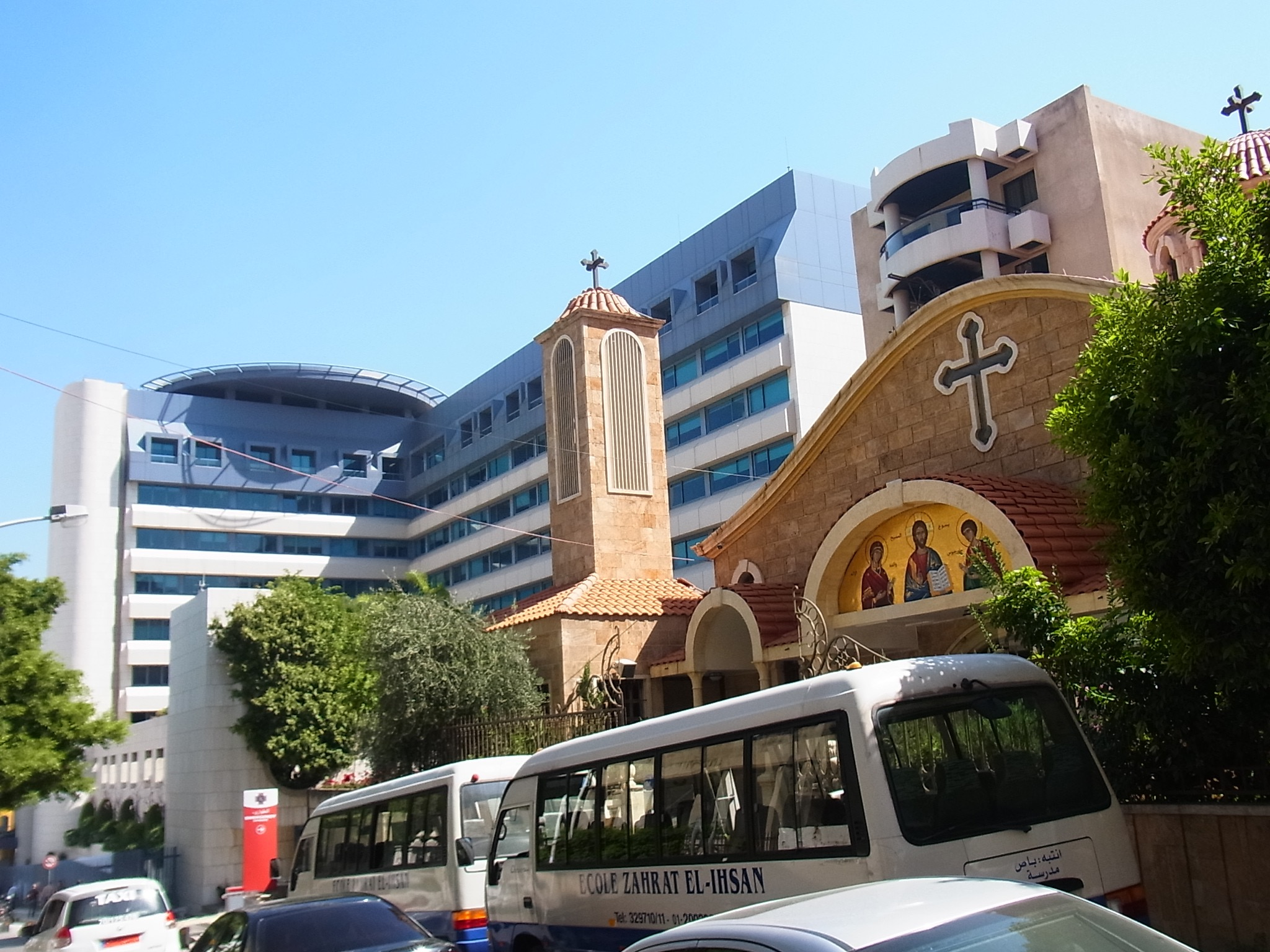
L'église Saint-Georges.
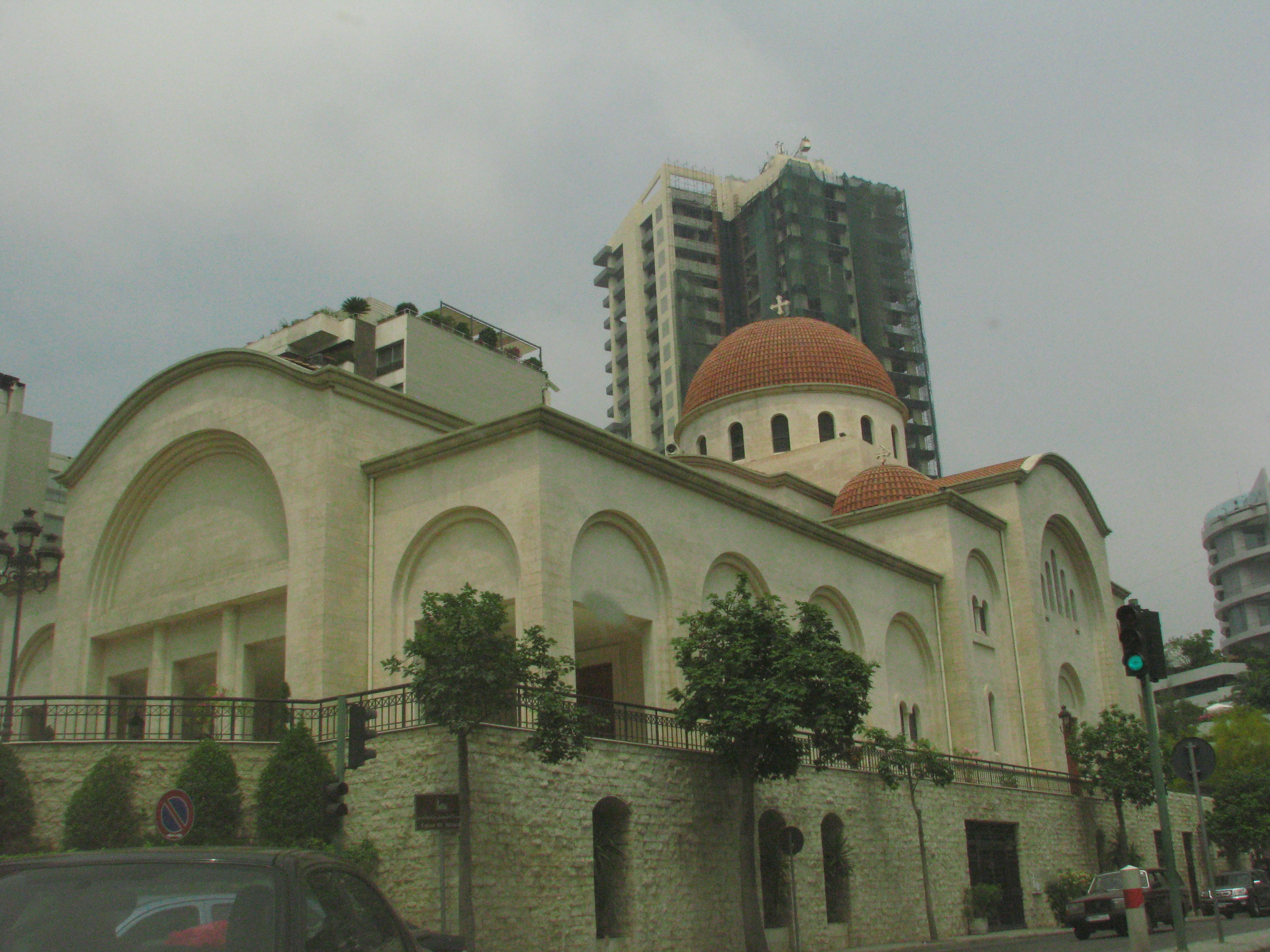
L'église Saint-Nicolas.
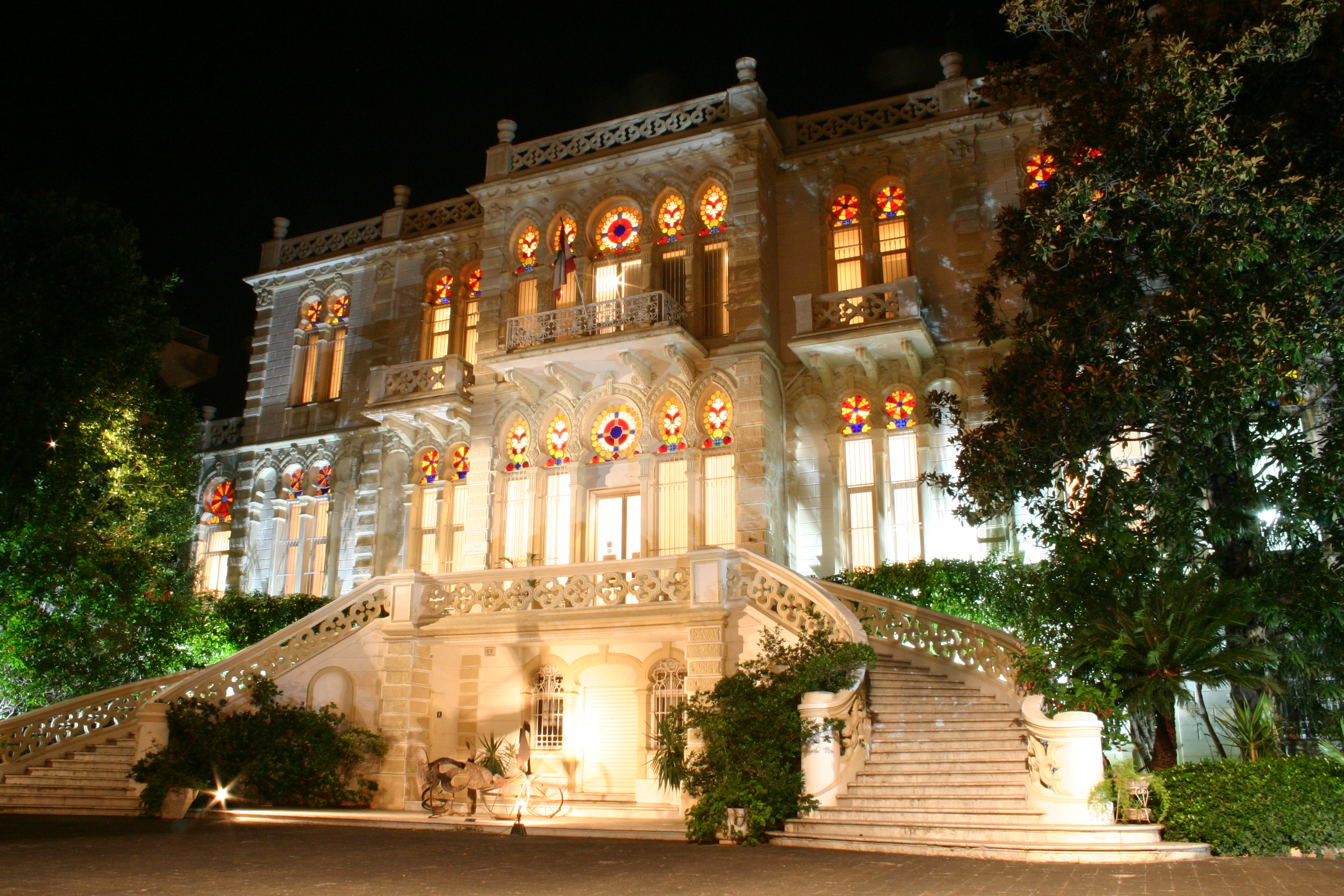
Le musée Sursock.